# Cave (singel Muse)
Cave – singel angielskiego zespołu rockowego Muse z ich debiutanckiego albumu, Showbiz. Jest to drugi (po „Uno”) singel promujący ten krążek, a został wydany 6 września 1999 roku jako zestaw składający się z dwóch płyt CD i 7-calowego winyla. Piosenka znajduje się na koncertowym DVD Muse Hullabaloo z 2002 roku, jak również na ścieżce dźwiękowej do filmu Mały Nicky. Jest jednym z trzech singli tria, który nie posiada teledysku promującego – pozostałe to „Apocalypse Please” i „Map of the Problematique”.
W USA „Cave” zostało wydane również jako EP pod nazwą „Cave EP”. Minialbum zawierał 5 utworów i trafił na rynek w 2000 roku.

## Lista utworów

### CD 1
1. „Cave” – 4:46
2. „Twin” – 3:17
3. „Cave (remix)” – 5:09

### CD 2
1. „Cave” – 4:46
2. „Host” – 4:19
3. „Coma” – 3:35

### Winyl 7"
1. „Cave” – 4:46
2. „Cave (instrumental remix)” – 5:04

### Cave EP (tylko w USA)
1. „Cave” (radio edit) – 3:07
2. „Muscle Museum” (acoustic*) – 4:45
3. „Unintended” (acoustic*) – 4:08
4. „Coma” – 3:36
5. „Cave” (remix) – 5:09

*Zagrane w amerykańskiej stacji radiowej KCRW.